# Maison des Écrivains Étrangers et Traducteurs de Saint-Nazaire
A Maison des Écrivains Étrangers et Traducteurs - M.E.E.T. (em português Casa dos Escritores Estrangeiros e Tradutores) é uma entidade cultural sediada em Saint-Nazaire, França, que hospeda escritores e tradutores do mundo inteiro. Somente uma bolsa é oferecida por vez a um escritor e a um tradutor, os quais são hospedados em um prédio próximo ao porto de Saint-Nazaire, na embocadura do Loire.
Além de organizar palestras literárias, a M.E.E.T. é responsável pela entrega de dois prêmios: o Laure-Bataillon, pela melhor obra de ficção publicada em língua francesa, e o Jovem Literatura Latino-americana.

## Escritores lusófonos
Muitos escritores lusófonos já receberam bolsas da M.E.E.T:

### De Portugal
- Ruy Duarte de Carvalho
- Fernando de Oliveira Guimarães
- Lídia Jorge
- Gonçalo M. Tavares
- Paulo Teixeira
- José Maria Vieira Mendes

### Do Brasil
- Caio Fernando Abreu
- Fernando Bonassi
- Modesto Carone
- Bernardo Carvalho
- Milton Hatoum
- Harry Laus
- Nelson de Oliveira
- Lucila Nogueira
- Zulmira Ribeiro Tavares
- Luiz Ruffato
- Veronica Stigger
- Luis Fernando Verissimo

### De Angola
- José Eduardo Agualusa
- Ruy Duarte de Carvalho
- Ondjaki
- Pepetela
- Ana Paula Ribeiro Tavares
- José Luandino Vieira